# Marian Orzechowski (1893–1940)
Marian Witalis Orzechowski, ps. Burkacki (ur. 15 sierpnia 1893 w Warszawie, zm. 30 kwietnia 1940 w Katyniu) – podporucznik piechoty rezerwy Wojska Polskiego, komisarz Straży Granicznej, działacz niepodległościowy, ofiara zbrodni katyńskiej.

## Życiorys
Był synem Antoniego i Emilii z Burkackich. Członek Polskich Drużyn Strzeleckich. 6 sierpnia 1914 wyruszył z krakowskich Oleandrów w szeregach 2. plutonu Pierwszej Kompanii Kadrowej. Żołnierz I Brygady Legionów Polskich w szeregach 2 plutonu III batalionu 1 pułku piechoty. Absolwent Szkoły Oficerskiej przy 1 pułku piechoty Legionów w Zambrowie i Pomiechówku. Członek Polskiej Organizacji Wojskowej i Polskiej Partii Socjalistycznej. W 1920 służył w 201 pułku piechoty i 5 pułku piechoty Legionów. Następnie w Straży Granicznej. 29 października 1930, będąc w stopniu sierżanta sztabowego, został mianowany podporucznikiem rezerwy ze starszeństwem z dniem 29 listopada 1930 i 63. lokatą w korpusie oficerów piechoty, przydzielony do kadry Okręgu Korpusu Nr I. W 1934 był oficerem rezerwy pełniącym służbę w Straży Granicznej i podlegał pod PKU Warszawa Miasto III. W Straży Granicznej posiadał stopień komisarza. Był wykładowcą w Centralnej Szkole Straży Granicznej w Rawie Ruskiej. Osadnik wojskowy na Wileńszczyźnie.
W czasie kampanii wrześniowej dostał się do niewoli radzieckiej. Według stanu z kwietnia 1940 był jeńcem kozielskiego obozu. 28 kwietnia 1940 przekazany do dyspozycji naczelnika smoleńskiego obwodu NKWD – lista wywózkowa 052/1 poz 86, nr akt 1183 z 27.04.1940. Został zamordowany 30 kwietnia 1940 przez NKWD w lesie katyńskim. Nie został zidentyfikowany podczas ekshumacji prowadzonej przez Niemców w 1943 wpis w księdze czynności pod datą 21.4.1943. Figuruje liście AM-174-338 i Komisji Technicznej PCK GARF-14-0338 jako nierozpoznany kapitan. Przy powtórnej analizie dokumentów znalezionych przy zwłokach w niemieckim laboratorium w Smoleńsku odczytano poprawnie nazwisko i imię Orzechowskiego. Znajduje się na liście ofiar opublikowanej w Gońcu Krakowskim nr 142 i Nowym Kurierze Warszawskim nr 148. Krewni do 1990 poszukiwali informacji przez Biuro Informacji i Badań Polskiego Czerwonego Krzyża w Warszawie.
Był żonaty z Pauliną z Szymańskich, miał troje dzieci.
5 października 2007 minister obrony narodowej Aleksander Szczygło mianował go pośmiertnie na stopień porucznika, natomiast minister spraw wewnętrznych i administracji Władysław Stasiak rozkazem personalnym nr 96 z 26 października 2007 mianował go pośmiertnie na stopień nadkomisarza Straży Granicznej. Awanse zostały ogłoszone 9 i 10 listopada 2007, w Warszawie, w trakcie uroczystości „Katyń Pamiętamy – Uczcijmy Pamięć Bohaterów”.

## Ordery i Odznaczenia
- Krzyż Niepodległości – 15 czerwca 1932 „za pracę w dziele odzyskania niepodległości”[11][3][12]
- Krzyż Walecznych
- Krzyż Kampanii Wrześniowej – pośmiertnie 1 stycznia 1986[13]